# Jindřich VII. Tudor
Jindřich VII. Tudor (28. ledna 1457 – 21. dubna 1509) byl králem Anglie a pánem Irska od 28. srpna 1485, kdy se zmocnil anglického trůnu, až do své smrti 21. dubna 1509, jako první panovník rodu Tudorovců.

## Mládí
Narodil se 28. ledna 1457 na hradu Pembroke ve Walesu jako jediný syn Edmunda Tudora a Markéty z rodu Beaufortů. Jeho otec zemřel dva měsíce před jeho narozením, a Jindřich tak strávil větší část mládí se svým strýcem Jasperem Tudorem. V prvním období vlády Eduarda IV. musel jeho strýc odjet z Anglie. Když se Eduard IV. dostal k moci podruhé, musel ze země utéct i Jindřich, stoupenec rodu Lancasterů.
Od roku 1483 Jindřichova matka Markéta, i když byla manželkou stoupence Yorků lorda Stanleye, začala prosazovat jako alternativu k nepopulárnímu Richardu III. svého syna. S finanční podporou Františka II., vévody z Bretaně, se Jindřich pokusil vylodit v Anglii. Jeho spiknutí bylo odhaleno a jeho spojenec Jindřich Stafford, vévoda z Buckinghamu, byl popraven. Richard se pokusil u Bretaňců prosadit Jindřichovo vydání do Anglie, ale tomu se podařilo uniknout do Francie, kde mu byla poskytnuta pomoc pro druhou invazi.

## Nástup na trůn
Poté, co obdržel podporu od rodiny Woodvilů, vylodil se v doprovodu svého strýce Jaspera Tudora s francouzskými a skotskými vojáky v Pembrokeshire. Wales byl tradičně spojencem rodu Lancasterů, a tak mohl Jindřich doplnit své síly až na počet asi 5000 vojáků.

Tudorovská růže – kombinace bílé růže Yorků a červené Lancasterů

Jindřich si byl vědom, že musí na Richarda zaútočit co nejdříve, protože Richard očekával příchod posil z oblasti Nottinghamu a Leicesteru. I když bylo Richardovo vojsko početnější, vlivem zrady v Richardově armádě ze strany hraběte z Northumberlandu a lordů Stanleyů, Jindřich v bitvě u Bosworthu zvítězil. Richardova smrt je většinou považována za faktický konec války růží (někdy je za tento konec považována bitva u Stoke).
Jindřich svoje právo na anglický trůn odvozoval od své matky Markéty Beaufortové. Tento nárok byl ale dost sporný, protože byl založen na nároku na trůn nelegitimních potomků, kteří byli zákonem sice legitimizováni, ale s podmínkou, že tento akt v sobě nezahrnuje nárok na dědictví nástupnictví na trůn.
Markéta Beaufortová byla pravnučkou Jana z Gentu, třetího syna Eduarda III. a Gentovy třetí ženy Kateřiny Swynfordové. Ta byla 25 let Janovou milenkou a měli spolu čtyři děti, Jana, Jindřicha, Thomase a Janu Beaufortovy. Jan z Gentu se s Kateřinou nakonec oženil a jejich děti byly legitimizovány. Jeho synovec Richard II. vydal dekret, schválený roku 1397 zákonem parlamentu, potvrzující legitimitu jejich potomků. Richardův bratranec a následník Jindřich IV., syn Jana z Gentu a jeho první manželky Blanky z Lancasteru, vydal nařízení, kterým zbavil své sourozence dědického práva na trůn. V každém případě Jindřich nebyl jediným potomkem Jana z Gentu a Kateřiny Swynfordové s nárokem na trůn. Také yorští králové byli potomky Jany Beaufortové, jediné dcery Genta a Swynfordové, matky Cecílie Nevillové, ženy Richarda Plantegenta, vévody z Yorku a matky Richarda III. a Eduarda IV.

## Vláda

Erb rodu Tudorovců

Prvním Jindřichovým záměrem po nástupu na trůn bylo upevnění jeho pozice. Jeho nárok na trůn nebyl příliš velký, ale většina jeho soupeřů padla v předchozí válce růží nebo byla popravena. Hlavním uchazečem o trůn se tak stal Perkin Warbeck, který se prohlašoval za potomka Richarda z Yorku a syna Eduarda IV. a byl podporován zahraničními nepřáteli. Jindřich zabezpečil svou pozici i tím, že zmenšil moc šlechty agresivní politikou a legislativními nástroji, především zákazem vytváření soukromých armád.
Svou pozici posílil v prosinci 1483 slibem sňatku s Alžbětou z Yorku, dcerou a dědičkou Eduarda IV. Oba byli potomky Jana z Gentu a jeho třetí ženy Kateřiny. Sňatek se uskutečnil 18. ledna 1486 ve Westminsterském opatství. Tímto sňatkem byly spojeny dříve nepřátelské rody a jejich potomci měli silný nárok na trůn. Rodové sjednocení se odrazilo v Tudorovské růži, která se skládá z bílé růže Yorků a červené Lancasterů.
V některých pramenech se uvádí, že Jindřich byl zodpovědný za smrt Eduarda V. a Richarda, vévody z Yorku, synů Eduarda IV., které nechal v Toweru uvěznit Richard III. Podle těchto pramenů se tak Jindřich chtěl zbavit možných soupeřů v nástupnictví na anglický trůn s větším právem, než bylo jeho. Záležitost smrti těchto dvou mladíků je ale nejasná, protože se po svém uvěznění již neobjevili. Je možné, že byli zavražděni. Z tohoto činu je obviňován Richard III, ale i Jindřichova matka Markéta.
Jindřichovým prvním počinem bylo zpětné prohlášení za krále k datu den před bitvou u Bosworthu. Tím se každý, kdo se této bitvy účastnil na straně Richarda III., vystavil nebezpečí obvinění ze zrady. Je zajímavé, že omilostnil Johna de la Pole, hraběte z Lincolnu, který byl Richardem III. (po smrti jeho jediného syna) jmenován jeho nástupcem. Tato smířlivost se obrátila proti Jindřichovi, když se Pole dva roky poté vzbouřil a využil Lamberta Simnela jako osobu, která má nárok na anglický trůn. Pole byl v bitvě u Stoke zabit a Simnel, který byl ještě dítě, byl Jindřichem omilostněn.
Jindřich se s Alžbětou oženil a doufal, že sjednotí obě větve Plantagenetů, Yorky a Lancastery. V tomto směru byl velmi úspěšný, ale určitá úroveň paranoidního strachu pokračovala i v budoucnosti a kdokoli mohl prokázat vazbu na předky mezi Plantagenety, byl podezříván z úmyslu uchvátit trůn.

## Ekonomika a diplomacie

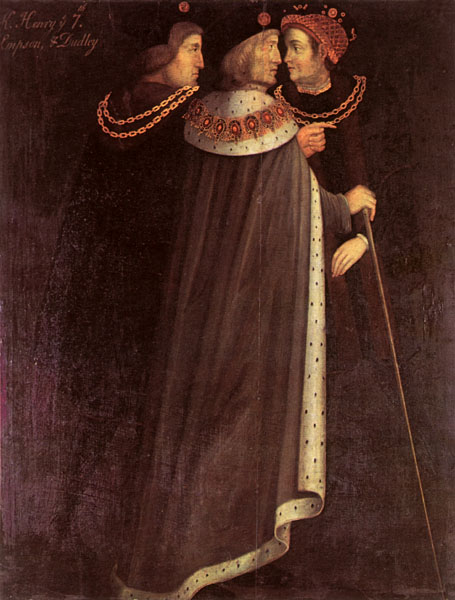
Jindřich VII. (uprostřed) se svými rádci sirem Richardem Empsonem a sirem Edmundem Dudleym

Jindřich je považován za krále, který uplatňoval střízlivou finanční politiku a obnovil zbankrotovanou státní pokladnu (kterou vyplenila manželka Eduarda IV. a její příbuzní, po Eduardově smrti a před nástupem Richarda III.). Zavedl přísnou a efektivní správu a výběr daní (i když některá opatření již byla zavedena za vlády Richarda III.). V tomto úsilí byl podporován svým kancléřem arcibiskupem Johnem Mortonem. Provedl i reformu vlády vytvořením královy rady, která kontrolovala aristokracii.
Jindřich se snažil udržet mír a podporovat ekonomiku. Nebyl válečníkem, a tak neměl zájem znovu dobýt území, které jeho předchůdci ztratili ve Francii. Chtěl uzavřít mír s Francií, aby získal finanční prostředky a zajistil příslib, že Francie nebude podporovat zájemce o anglický trůn, jako byl například Perkin Warbeck. Tento mír se Jindřichu podařilo zajistit velmi lehce, protože v listopadu 1492 zorganizoval klamnou invazi do Burgundska a Francie, která byla zaměstnána válkou s Itálií, na jím navrhované podmínky přistoupila.
Pro posílení námořní síly Anglie nechal v Portsmouthu postavit suchý dok (první dok tohoto typu v Evropě a nejstarší dochovaný na světě, pocházející z roku 1495).
Byl prvním evropským panovníkem, který rozpoznal důležitost sjednoceného Španělského království. Uzavřel s ním mírovou smlouvu, jejíž součástí byl i sňatek jeho syna Artura s Kateřinou Aragonskou. Uzavřel i mírovou dohodu se Skotskem, první mírovou dohodu mezi těmito zeměmi po asi dvou stech letech, a zasnoubil svou dceru Markétu se skotským králem Jakubem IV. Uzavřel spojenectví s panovníkem Svaté říše římské Maximiliánem a přesvědčil papeže Inocence VIII., aby vydal bulu, která exkomunikovala všechny uchazeče o jeho trůn.
Nicméně konec jeho vlády nebyl tak úspěšný. V roce 1506 si Jindřich od burgundského vévody Filipa Sličného vymohl Windsorskou smlouvu. Filip ztroskotal na anglickém pobřeží a zatímco byl Jindřichovým hostem, byl donucen k dohodě tak příznivé pro Anglii na úkor Nizozemska, že byla nazvána Malus Intercursus („zlá dohoda“). Francie, Burgundsko, Svatá říše římská, Španělsko a Hanzovní liga tuto smlouvu odmítly, ale ta nikdy nevstoupila v platnost. Filip zemřel krátce po jednání.

## Pozdní období
Roku 1502 Jindřicha postihly velké ztráty. Jeho syn a dědic Artur zemřel. Roku 1503 zemřela krátce po porodu i jeho žena Alžběta. Jeho následníkem se tak stal syn Jindřich VIII.
Jindřich plánoval napůl vážně nový sňatek a zplození dalších dědiců, ale tyto plány se nikdy neuskutečnily. Zvažoval myšlenku sňatku, aby obnovil spojenectví se Španělskem; uvažovalo se o Johaně, královně vdově neapolské (neteři královny Isabely Kastilské), Janě Kastilské a Markétě, vévodkyni vdově savojské (švagrové Jany Kastilské).
V roce 1505 byl natolik zaujat možným sňatkem s Johanou Neapolskou, že vyslal vyslance do Neapole, aby podali zprávu o fyzické vhodnosti tehdy sedmadvacetileté Johany. Svatba se nikdy neuskutečnila, a fyzický popis, který Jindřich vyslancům poskytl o tom, co hledá v nové manželce, odpovídal popisu jeho ženy Alžběty.
Zemřel 21. dubna 1509 na tuberkulózu a jeho nástupcem na anglickém trůnu se stal jeho syn Jindřich VIII. Jeho ostatky byly pohřbeny ve Westminsterském opatství.

## Vývod zpředků
|                     |                              |  |             |                                    |  |  |  |  |  |  |  | Tudur ap Goronwy |
|                     |                              |  |             |                                    |  |  |  |  |  |  |  |                  |
|                     | Maredudd ap Tudur            |  |             |                                    |  |  |  |  |  |  |  |                  |
|                     |                              |  |             |                                    |  |  |  |  |  |  |  |                  |
|                     |                              |  |             | Marged ferch Tomos                 |  |  |  |  |  |  |  |                  |
|                     |                              |  |             |                                    |  |  |  |  |  |  |  |                  |
|                     | Owen Tudor                   |  |             |                                    |  |  |  |  |  |  |  |                  |
|                     |                              |  |             |                                    |  |  |  |  |  |  |  |                  |
|                     |                              |  |             | David Fychan                       |  |  |  |  |  |  |  |                  |
|                     |                              |  |             |                                    |  |  |  |  |  |  |  |                  |
|                     | Margaret Fychan              |  |             |                                    |  |  |  |  |  |  |  |                  |
|                     |                              |  |             |                                    |  |  |  |  |  |  |  |                  |
|                     |                              |  |             | Nest (?)                           |  |  |  |  |  |  |  |                  |
|                     |                              |  |             |                                    |  |  |  |  |  |  |  |                  |
|                     | Edmund Tudor                 |  |             |                                    |  |  |  |  |  |  |  |                  |
|                     |                              |  |             |                                    |  |  |  |  |  |  |  |                  |
|                     |                              |  |             | Karel V. Francouzský               |  |  |  |  |  |  |  |                  |
|                     |                              |  |             |                                    |  |  |  |  |  |  |  |                  |
|                     | Karel VI. Francouzský        |  |             |                                    |  |  |  |  |  |  |  |                  |
|                     |                              |  |             |                                    |  |  |  |  |  |  |  |                  |
|                     |                              |  |             | Johana Bourbonská                  |  |  |  |  |  |  |  |                  |
|                     |                              |  |             |                                    |  |  |  |  |  |  |  |                  |
|                     | Kateřina z Valois            |  |             |                                    |  |  |  |  |  |  |  |                  |
|                     |                              |  |             |                                    |  |  |  |  |  |  |  |                  |
|                     |                              |  |             | Štěpán III. Bavorsko-Ingolstadtský |  |  |  |  |  |  |  |                  |
|                     |                              |  |             |                                    |  |  |  |  |  |  |  |                  |
|                     | Isabela Bavorská             |  |             |                                    |  |  |  |  |  |  |  |                  |
|                     |                              |  |             |                                    |  |  |  |  |  |  |  |                  |
|                     |                              |  |             | Taddea Viscontiová                 |  |  |  |  |  |  |  |                  |
|                     |                              |  |             |                                    |  |  |  |  |  |  |  |                  |
| Jindřich VII. Tudor |                              |  |             |                                    |  |  |  |  |  |  |  |                  |
|                     |                              |  |             |                                    |  |  |  |  |  |  |  |                  |
|                     |                              |  | Jan z Gentu |                                    |  |  |  |  |  |  |  |                  |
|                     |                              |  |             |                                    |  |  |  |  |  |  |  |                  |
|                     | Jan Beaufort                 |  |             |                                    |  |  |  |  |  |  |  |                  |
|                     |                              |  |             |                                    |  |  |  |  |  |  |  |                  |
|                     |                              |  |             | Kateřina Swynfordová               |  |  |  |  |  |  |  |                  |
|                     |                              |  |             |                                    |  |  |  |  |  |  |  |                  |
|                     | John Beaufort                |  |             |                                    |  |  |  |  |  |  |  |                  |
|                     |                              |  |             |                                    |  |  |  |  |  |  |  |                  |
|                     |                              |  |             | Tomáš Holland, 2. hrabě z Kentu    |  |  |  |  |  |  |  |                  |
|                     |                              |  |             |                                    |  |  |  |  |  |  |  |                  |
|                     | Margaret Beaufort            |  |             |                                    |  |  |  |  |  |  |  |                  |
|                     |                              |  |             |                                    |  |  |  |  |  |  |  |                  |
|                     |                              |  |             | Alice FitzAlan, hraběnka z Kentu   |  |  |  |  |  |  |  |                  |
|                     |                              |  |             |                                    |  |  |  |  |  |  |  |                  |
|                     | Markéta Beaufortová          |  |             |                                    |  |  |  |  |  |  |  |                  |
|                     |                              |  |             |                                    |  |  |  |  |  |  |  |                  |
|                     |                              |  |             | Roger Beauchamp                    |  |  |  |  |  |  |  |                  |
|                     |                              |  |             |                                    |  |  |  |  |  |  |  |                  |
|                     | John Beauchamp               |  |             |                                    |  |  |  |  |  |  |  |                  |
|                     |                              |  |             |                                    |  |  |  |  |  |  |  |                  |
|                     |                              |  |             | Mary                               |  |  |  |  |  |  |  |                  |
|                     |                              |  |             |                                    |  |  |  |  |  |  |  |                  |
|                     | Margaret Beauchamp of Bletso |  |             |                                    |  |  |  |  |  |  |  |                  |
|                     |                              |  |             |                                    |  |  |  |  |  |  |  |                  |
|                     |                              |  |             | John Stourton                      |  |  |  |  |  |  |  |                  |
|                     |                              |  |             |                                    |  |  |  |  |  |  |  |                  |
|                     | Edith Stourton               |  |             |                                    |  |  |  |  |  |  |  |                  |
|                     |                              |  |             |                                    |  |  |  |  |  |  |  |                  |
|                     |                              |  |             | Lettice                            |  |  |  |  |  |  |  |                  |
|                     |                              |  |             |                                    |  |  |  |  |  |  |  |                  |

## V umění
Jindřich VII. Tudor je jednou z hlavních postav minisérie Bílá princezna (The White Princess, 2017), založené na románu Philippy Gregoryové Bílá růže : Alžběta z Yorku (The White Princess). Jako vedlejší postava vystupuje i souvisejících seriálech:
| seriál | Bílá královna                                               | Bílá princezna     | Španělská princezna |
| ------ | ----------------------------------------------------------- | ------------------ | ------------------- |
| herec  | Michael Marcus Reece Pockney (chlapec) Oscar Kennedy (dítě) | Jacob Collins-Levy | Elliot Cowan        |